# اریک جانسون (معمار)
اریک جانسون (انگلیسی: Eric Johnson؛ زادهٔ ۲۰ اوت ۱۹۵۳) سیاست‌مدار اهل ایالات متحده آمریکا است.